# Calyptozoum
Calyptozoum is een mosdiertjesgeslacht uit de familie van de Bugulidae en de orde Cheilostomatida

## Soorten
- Calyptozoum campanulatum Harmer, 1926
- Calyptozoum operculatum Harmer, 1926